# EN8-4
A EN8-4 é uma estrada nacional que integrava a rede nacional de estradas de Portugal, localizada no concelho do Bombarral, distrito de Leiria. 

Inicialmente esta classificação designava a actual N 8-5 entre Alcobaça e Nazaré.

Mais tarde classificou-se na rede nacional a estrada que liga São Mamede, no cruzamento com a Linha do Oeste a Vale Roto, inicialmente com a designação EN 8-5, todavia para manter a ordem de origem do ramal no percurso da EN 8, reclassificou-se esta estrada como EN 8-4 e a estrada de Alcobaça a Nazaré como EN 8-5.
 A EN 8-4 no seu curto percurso passa pela Roliça e Columbeira.

Encontra-se desclassificada da Rede de Estradas Nacionais do Plano Nacional Rodoviário.